# 서울석관초등학교
서울석관초등학교(石串初等學校)는 대한민국 서울특별시 성북구에 있는 공립 초등학교이다.

## 학교 연혁
- 1971년 12월 3일: 서울석관국민학교 개교
- 1996년 3월 1일: 서울석관초등학교로 교명 변경
- 2021년 12월 3일: 개교 50주년

## 참고 자료
- 서울석관초등학교 - 한국교육학술정보원 학교알리미